# Cezar Peluso
Antonio Cezar Peluso GOMM (Bragança Paulista, 3 de setembro de 1942) é um professor, jurista, advogado e magistrado brasileiro. Foi ministro do Supremo Tribunal Federal (STF) de 2003 a 2012 e presidiu a corte de 2010 a 2012.
Anteriormente, exerceu a carreira da magistratura em São Paulo, tendo sido juiz de direito, de 1968 a 1986, e desembargador do Tribunal de Justiça do Estado de São Paulo, de 1986 até 2003, quando foi indicado ao STF pelo presidente Luiz Inácio Lula da Silva.
É casado com Lúcia de Toledo Piza, de família quatrocentona, sendo ela descendente de Simão de Toledo Piza (1612-1668).

## Biografia

### Formação acadêmica e início da carreira
Embora tenha inicialmente desejado ser padre e, posteriormente, professor de letras clássicas, Peluso optou pelo direito. Formou-se Bacharel em Ciências Jurídicas, com láureas, em 1966 pela então Faculdade Católica de Direito de Santos, atual Universidade Católica de Santos. Como estudante, foi presidente do Centro Acadêmico Alexandre de Gusmão, referência de organização estudantil na Baixada Santista, bem como foi o orador da sua turma.
No início da carreira, foi advogado da Companhia Siderúrgica Paulista (Cosipa).
Também frequentou diversos cursos de pós-graduação, como uma especialização em Filosofia do Direito sob a orientação do professor Miguel Reale. Cursou, sem os concluir, mestrado em Direito Civil na Faculdade de Direito da Universidade de São Paulo, sob a orientação do professor Sílvio Rodrigues, e doutorado em Direito Processual Civil na mesma instituição, sob a orientação de Alfredo Buzaid.
Foi professor de Direito Processual Civil na Pontifícia Universidade Católica de São Paulo e da Universidade Católica de Santos.

### Magistratura em São Paulo
Em 1968, ingressou na carreira da magistratura ao passar em segundo lugar no concurso para o cargo de juiz de direito substituto do estado de São Paulo. Foi juiz da sétima vara de família e sucessões da capital do estado, juiz do segundo tribunal de Alçada Civil (5ª Câmara) e juiz auxiliar da Corregedoria Geral da Justiça.
Em 1986, foi promovido a desembargador do Tribunal de Justiça do Estado de São Paulo, com assento na segunda câmara de Direito Privado. Foi também membro de comissões examinadoras de concursos para juízes e atuou em diversos ramos da Escola Paulista de Magistratura.
Peluso foi citado no livro "O Código da Vida", do jurista Saulo Ramos, como o juiz responsável pela trama judicial citada na obra. Ramos elogia bastante o então jovem magistrado, destacando-o.

### Supremo Tribunal Federal

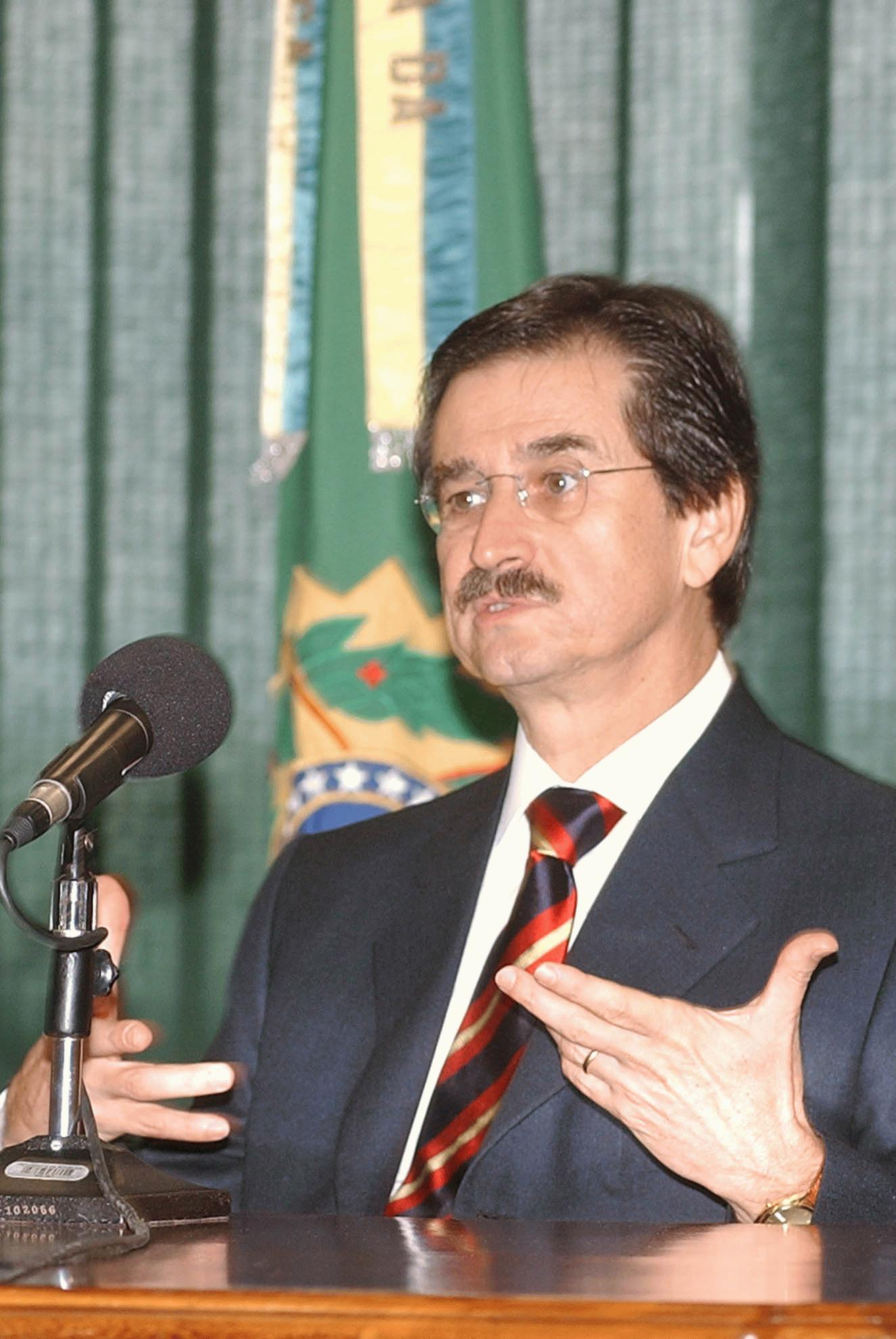
Peluso no dia da sua indicação como ministro do STF, em 7 de maio de 2003

Em 2003, Peluso foi indicado pelo presidente Luiz Inácio Lula da Silva ao cargo de ministro do Supremo Tribunal Federal, por recomendação do ministro da Justiça Márcio Thomaz Bastos e com o apoio do arcebispo Paulo Evaristo Arns. Tomou posse em 25 de junho de 2003. No ano seguinte, foi admitido pelo presidente Lula ao grau de Grande-Oficial especial da Ordem do Mérito Militar.
Em 10 de março de 2010, foi eleito presidente do Supremo Tribunal Federal  onde conduziu os trabalhos até 2012. Tomou posse em 23 de abril de 2010  e deixou a presidência em 19 de abril de 2012.
Durante o período em que esteve à frente do STF, participou do julgamento de casos políticos importantes como a não aplicação da Lei da Ficha Limpa nas eleições que se seguiram imediatamente à aprovação da Lei.  A notoriedade do caso vem da decisão do STF  que possibilitou o retorno de Jader Barbalho, entre outros, e criou jurisprudência para que políticos "ficha suja" também fossem empossados, a decisão foi contrária à maior parte da população e entidades civis, mas à favor da continuidade do sistema político em prática na época.
Neste episódio específico, foi muito criticado por dois eventos distintos. No primeiro, retirou o processo do relator Ministro Joaquim Barbosa, que estava de licença médica e assim o voto e as opiniões do próprio relator do processo não foram registradas. Este evento gerou também a votação sem um dos ministros, que assim, terminou empatada. No segundo evento, agiu de modo não usual, embora seja previsto no Regimento Interno do STF, ao votar duas vezes no mesmo processo. 
Ao fim deste episódio, vários meios de comunicação e figuras importantes colocaram em dúvidas as suas reais motivações. Analistas acreditam que as instruções dadas ao PMDB por Peluso foram fundamentais para a vitória de Jader Barbalho e o seu retorno ao senado.
Em sua presidência no STF, o Ministro Peluso determinou que os processos judiciais criminais no sistema de busca no site do Supremo Tribunal Federal constasse apenas as iniciais dos réus, inclusive naqueles processos em que não havia sido decretado segredo de justiça. Essa medida de gestão foi afastada pelo STF por 7 votos a 4, que pretende dar maior transparência aos processos judiciais do Supremo.
Cezar Peluso aposentou-se em 31 de agosto de 2012, em meio à Ação Penal 470, após 44 anos na magistratura, 9 dos quais no Supremo Tribunal Federal. Ao se despedir da corte, concluiu o ministro: "O magistrado condena por uma exigência de Justiça e porque reverencia a lei, que é uma salvaguarda da Justiça. E é por amor e respeito aos próprios réus. Uma vez cumprida a pena, que se reconciliem com a sociedade. É com esse sentimento amargo que cumpro o meu dever". Foi sucedido no cargo por Teori Zavascki.
Em 2013, lançou a obra "Ministro Magistrado - Decisões de Cezar Peluso no Supremo Tribunal Federal", com prefácio de Alberto Silva Franco, na qual se reúnem suas principais decisões no Supremo Tribunal Federal.

### Advocacia
Após sua aposentadoria como ministro do Supremo Tribunal Federal, Peluso passou a atuar como advogado no Distrito Federal, prestando consultoria de forma independente e junto ao escritório Erick Pereira Advogados.

## Posições políticas
Peluso criticou o Poder Executivo do Brasil, que classificou como autoritário e imperial, não republicano, por descumprir a Constituição e as decisões do STF, assim como criticou o populismo no Judiciário, receando a possibilidade de o STF julgar cada vez mais de acordo com a opinião pública.
Apesar de ter sido por vezes apontado como um ministro conservador, Peluso declarou: “Não sei se pertenço, ou não, a 'arco conservador', mas orgulho-me de ser vigoroso defensor dos direitos humanos e das garantias individuais, que são características de um Estado liberal que se vão diluindo, infelizmente, no curso do tempo, em favor de uma visão de defesa dos chamados 'interesses da sociedade', concebida esta como entidade vazia, onde parece não haver lugar para pessoas humanas que a integrem e constituam."